# Galium estebanii
Galium estebanii är en måreväxtart som beskrevs av fader Sennen. Galium estebanii ingår i släktet måror, och familjen måreväxter. Inga underarter finns listade i Catalogue of Life.